# Askari Aviation Services
Askari Aviation Services (Urdu عسکری طیران) ist eine pakistanische Fluggesellschaft mit Sitz in Rawalpindi und Basis auf dem Benazir Bhutto International Airport.

## Unternehmen
Askari Aviation Services wurde 2000 gegründet und bietet Charterflüge an. Außerdem bietet AVVS Rettungsmissionen an.

## Flotte
Mit Stand August 2016 besitzt Askari Aviation Services keine Flugzeuge. In der Vergangenheit wurden mehrere Lockheed L-1011 TriStar eingesetzt.